# Switlopil
Switlopil (ukrainisch Світлопіль; russisch Светлополь/Swetlopol) ist ein Dorf der Landgemeinde Nowa Praha in der Oblast Kirowohrad in der Ukraine.

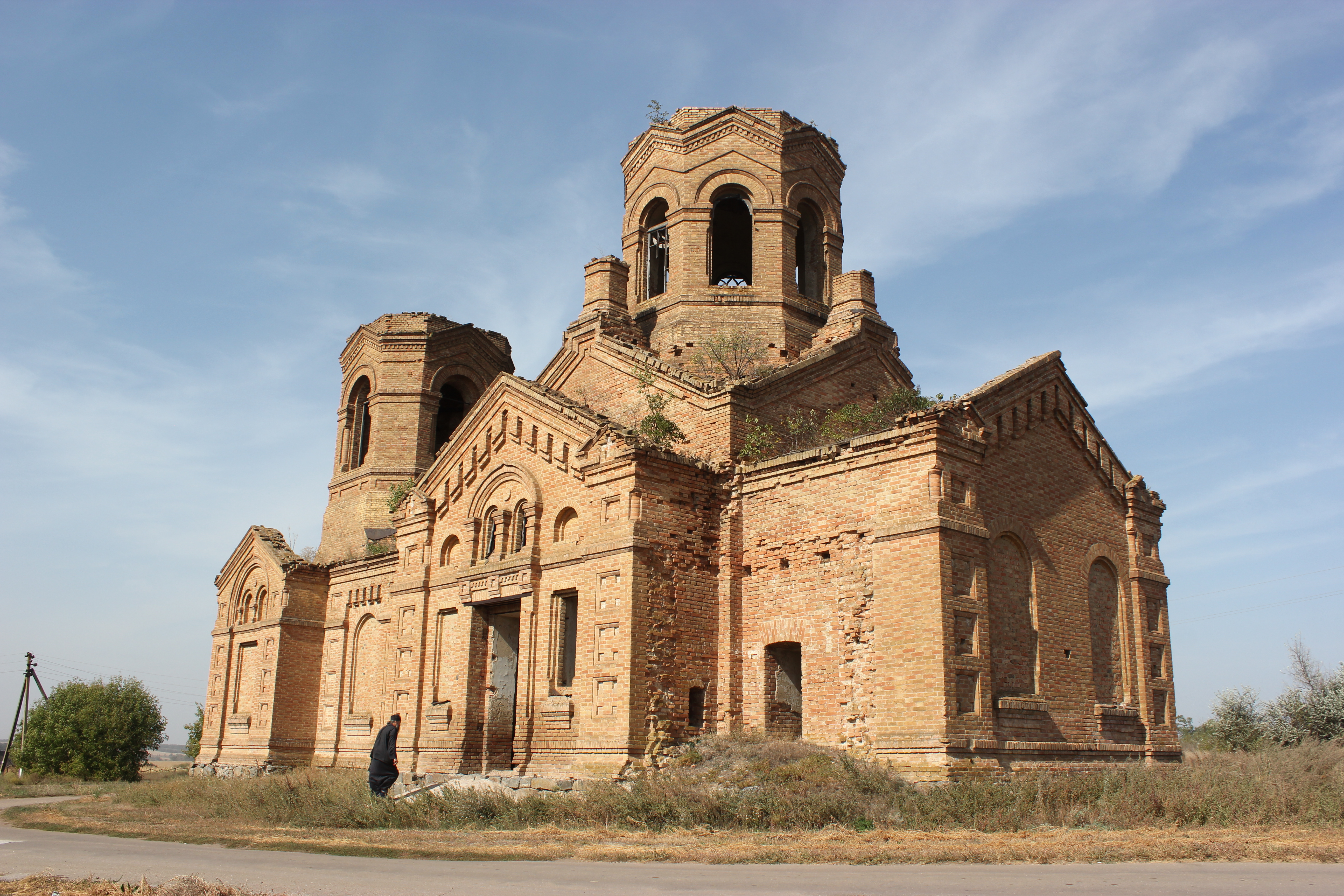
Kirchenruine beim Ort

## Geschichte
Das Dorf wurde 1809 gegründet. Mindestens 12 Dorfbewohner starben während des Holodomor.

## Geographie
In der Nähe des Dorfes mündet der Fluss Balka Orlowa in Beschka.
Am 12. Juni 2020 wurde das Dorf ein Teil der neugegründeten Siedlungsgemeinde Nowa Praha, bis dahin bildete es die gleichnamige Landratsgemeinde Switlopil (Світлопільська сільська рада/Switlopilska silska rada) im Südwesten des Rajons Oleksandrija.